# Sydney
Sydney je najmnogoljudniji i najstariji grad u Australiji, osnovan 1788. godine. Na administrativnom području Sydneya živi oko 4,1 milijun stanovnika, dok uža gradska jezgra (City of Sydney) ima samo 168.682 stanovnika.
Sydney je glavni grad australske savezne države New South Wales. Financijski, prometno, kulturno, znanstveno i gospodarski Sydney je, uz Melbourne, jedan od dva najvažnija grada u Australiji. U njemu su se 2000. godine održale XXVII. Olimpijske igre, a bio je i domaćinom Svjetskog dana mladih 2008. godine. Grad je također omiljeno turističko odredište, zbog svojeg lijepog položaja, plaža i klime mnogo je puta biran kao najbolje odredište za život ili odmor.

## Povijest
Prostor današnjeg Sydneya su od prije 40.000 godina naseljavali australski starosjedioci Aboridžini. Otkrivač Australije James Cook je 1770. prvi put stigao na tlo Australije u zaljevu Botany Bay na prostoru današnjeg Sydneya. Grad je osnovao britanski admiral Arthur Phillip 1788. godine kao prvo britansko naselje na prostoru Australije. Phillip je grad nazvao New Albion, ali je kasnije preimenovan u "Sydney" prema britanskom ministru unutarnjih poslova Thomasu Townshendu, lordu od Sydneya. Europljani su uništili stara naselja Aboridžina koji su nastradali zbog bolesti na koje nisu bili imuni.
Prvi stanovnici bili su regrutirani iz 759 zatvora i 211 pripadnika pomorskog pješaštva koji su bili zaduženi čuvati ih. U prvim je godinama grada došlo do sukoba između guvernera i vojnih časnika, što je bila jedina vojna pobuna u australskoj povijesti. Sredinom 19. st. otkriveno je zlato u Bathurstu, 150 km od Sydneya, zbog čega su u Sydney došli mnogi naseljenici te je grad od 1850. do 1870. narastao s 40.000 na 200.000 stanovnika. Godine 1851. Sydney je imao 60 000 stanovnika.
Otkriće zlata bilo je glavni poticaj razvoju Sydneya. Grad je postao veći od glavnog australskog grada Melbournea te je želio postati glavni grad. Došlo je do sukoba između dva grada pa je sklopljen kompromis prema kojem je glavni grad postala Canberra između njih.
U 20. st. grad se industrijalizira i brzo raste te prelazi milijun stanovnika. Godine 1932. sagrađen je poznati most preko luke, a 1973. sagrađena je Sydneyska opera po kojoj je Sydney postao poznat u svijetu. 
Grad je bio domaćin Olimpijskih igara 2000. godine

## Zemljopis

### Topografija
Sydney je smješten na jugoistoku Australije, oko zaljeva Botany Bay. Zaljev je podijeljen na mnogo manjih zaljeva. Unutarnji dio zaljeva nazvan Port Jackson najveća je prirodna luka na svijetu. Pogodna luka je osnovni uzrok nastanka grada na tom mjestu. Postoji mnogo pješčanih plaža, od kojih je najpoznatija Bondi.
Južni dio grada (južno od zaljeva) ravnica je Cumberland Plain. Sjeverno od zaljeva brežuljkasti je prostor Hornsby Plateau, koji dolazi do 200 m nadmorske visine. U zaleđu je grada planina Blue Mountains s poznatim strmim stijenama i ostacima kulture Aboridžina koje su na listi Svjetske baštine UNESCO-a. Prostorom grada teče mnogo rijeka (Nepean River, Warragamba River, Parramatta River, Georges River i Cooks River).

### Klima
Klima je umjereno topla (tj. oceanska) s mnogo padalina i malim godišnjim razlikama temperature. Po Köppenovoj klasifikaciji klime je Cfa, vlažna suptropska klima (vidi pokazatelje na). 

## Urbana struktura
Vidi: Popis sydneyskih predgrađa

## Znamenitosti
Sydneyska opera danskog arhitekta Jørna Utzona najpoznatija je sydneyska zgrada, po kojoj je grad prepoznatljiv širom svijeta. Sagrađena je u ekspresionističkom stilu i uvrštena na listu Svjetske baštine UNESCO-a. Druga je svjetski poznata znamenitost most preko luke (Harbour Bridge), arhitekta Ralpha Freemana. Grad ima tri botanička vrta, od kojih je najpoznatiji Royal Botanic Gardens. Toranj Sydney Tower je s 305 m drugi po visini u Australiji i treći na južnoj Zemljinoj polutci.
Najvažnija crkva u Sydneyu je katolička katedrala posvećena svetoj Mariji. Prvi katolički svećenici, Irci John Therry i Phillip Conolly, stigli su u koloniju u svibnju 1820. godine. Kamen temeljac za kapelu posvećenu Majci Božjoj položen je godinu kasnije. Godine 1835. imenovan je prvi katolički biskup i crkva je postala katedrala, a 30 godina kasnije sasvim je izgorjela. Nadbiskup Polding položio je kamen temeljac za novu crkvu 1868. Arhitekt je bio William Wardell (prethodno projektirao St. John's College), a građevina je bila u neogotičkom stilu sa šiljasto zaobljenim prozorima te vanjskim i unutarnjim kontraforima. Nedovršena crkva posvećena je 1905., a 23 godine kasnije potpuno dovršena.  Godine 1930. papa Pio XI. dodijelio joj je status basilica minor, a Pavao VI. propovijedao je u njoj četrdeset godina kasnije. Ivan Pavao II. posjetio ju je dvaput. Crkva je sagrađena od australskog pješčanika, ima pročelje s dvostrukim tornjevima koji su visoki 74.5 m. Toranj iznad križišta niži je za oko 30 m, a građevina je duga 107 m. U unutrašnjosti je uobičajeno visoka dvorana s galerijama s arkadama, a pod je prekriven mozaicima. Jedna od kapela posvećena je irskim svecima. Svjetlost ulazi kroz šareno obojene staklene prozore. Glavni oltar je od mramora, a među kipovima je oličena Madona koja je vrlo elegantna i očaravajuća. U kripti je pokopan katolički biskup Sydneya.

## Hrvatska dijaspora
Prvi Hrvati stižu u Sydney sredinom 19. stoljeća. Oni su uvelike doprinijeli napretku Sydneya i Australije, tako što su među prvima otvorili vinarije, kooperative u otkupu mlijeka, ribolovne zadruge i drugo.
Prema zadnjem popisu stanovištva, u Sydneyu ima oko 60.000 Hrvata raznih generacija. Organizirani su u brojne klubove, društva, folklorne grupe i crkve.

## Poznate osobe
- Walter Lalich

### Klubovi Hrvata
Od klubova treba navesti sljedeće:
- Hrvatski klub Kralj Tomislav - smješten u predgrađu Edensor Park, osnovan 1972.
- Hrvatsko društvo Sydney - smješteno u predgrađu Punchbowl
- Hrvatski klub Dalmacija Sydney - smješten u predgrađu Terry Hills
- Hrvatsko kulturno društvo Bosna - smješteno u Luddenhamu

### Športski klubovi
- Sydney United - nogometni klub (osnovan 1958.)
- Hurstville Zagreb - nogometni klub (osnovan 1970.)

### Kultura
- Hrvatsko-australsko literarno-umjetničko društvo

### Folklorne skupine
- Linđo

### Crkve
- Hrvatski katolički centar Sv. Nikola Tavelić - smješten u predgrađu St. John's Park
- Hrvatski katolički centar Sveti Antun Padovanski - u Summer Hillu
- Hrvatski katolički centar Gospe velikog hrvatskog zavjeta - u Blacktownu

### Mediji
- Nova Hrvatska - tjedne novine
- Spremnost - tjedne novine
- CRO2000 Radio - jednotjedni radio program
- Radio Hrvatske Zajednice
- Hrvatski program (SBS) (SBS Croatian Radio)
- Croatian Studies Review

### Starački dom i njegovalište
- Cardinal Stepinac Village - njegovalište i starački dom

### Financijske ustanove
- Hrvatska kreditna zadruga  Arhivirana inačica izvorne stranice od 9. studenoga 2005. (Wayback Machine) - Croatian Credit Union

## Galerija
- Pogled na Sydney iz zraka
- Gradska vijećnica
- Sveučilište u Sydneyu
- Harbour Bridge i opera

## Vanjske poveznice
- Službena stranica (engl.)
- Povijesne fotografije Sydneya